# Europacup II 1976/77
De 17de editie van de Beker der Bekerwinnaars werd door het Duitse Hamburger SV gewonnen in de finale tegen titelverdediger RSC Anderlecht.

## Kwalificatiewedstrijd
| Team #1      | Tot.             | Team #2         | 1ste wed | 2de wed |
| ------------ | ---------------- | --------------- | -------- | ------- |
| Cardiff City | 2 (uitgoals) - 2 | Servette Genève | 1 - 0    | 1 - 2   |

## Eerste ronde
| Team #1                  | Tot.   | Team #2                | 1ste wed | 2de wed |
| ------------------------ | ------ | ---------------------- | -------- | ------- |
| CSU Galaţi               | 2 - 5  | Boavista FC            | 2 - 3    | 0 - 2   |
| Levski Spartak           | 19 - 3 | Reipas Lahti           | 12 - 2   | 7 - 1   |
| SK Rapid Wien            | 2 - 3  | Atlético de Madrid     | 1 - 2    | 1 - 1   |
| Lierse SK                | 1 - 3  | Hajduk Split           | 1 - 0    | 0 - 3   |
| Cardiff City             | 1 - 3  | Dinamo Tbilisi         | 1 - 0    | 0 - 3   |
| MTK-VM Boedapest         | 4 - 2  | TJ Sparta Praag        | 3 - 1    | 1 - 1   |
| Hamburger SV             | 4 - 1  | ÍB Keflavik            | 3 - 0    | 1 - 1   |
| 1. FC Lokomotive Leipzig | 3 - 5  | Heart of Midlothian FC | 2 - 0    | 1 - 5   |
| Floriana FC              | 1 - 6  | Śląsk Wrocław          | 1 - 4    | 0 - 2   |
| Bohemians FC             | 3 - 1  | Esbjerg fB             | 2 - 1    | 1 - 0   |
| Iraklis Saloniki         | 0 - 2  | APOEL Nicosia          | 0 - 0    | 0 - 2   |
| FK Bodø/Glimt            | 0 - 3  | SSC Napoli             | 0 - 2    | 0 - 1   |
| RSC Anderlecht           | 5 - 3  | Roda JC                | 2 - 1    | 3 - 2   |
| AIK Stockholm            | 2 - 3  | Galatasaray SK         | 1 - 2    | 1 - 1   |
| Carrick Rangers          | 4 - 3  | Aris Bonnevoie         | 3 - 1    | 1 - 2   |
| Southampton FC           | 5 - 2  | Olympique Marseille    | 4 - 0    | 1 - 2   |

## Tweede ronde
| Team #1            | Tot.             | Team #2                | 1ste wed | 2de wed |
| ------------------ | ---------------- | ---------------------- | -------- | ------- |
| Boavista FC        | 3 - 3 (uitgoals) | Levski Spartak         | 3 - 1    | 0 - 2   |
| Atlético de Madrid | 3 - 1            | Hajduk Split           | 1 - 0    | 2 - 1   |
| Dinamo Tbilisi     | 1 - 5            | MTK-VM Boedapest       | 1 - 4    | 0 - 1   |
| Hamburger SV       | 8 - 3            | Heart of Midlothian FC | 4 - 2    | 4 - 1   |
| Śląsk Wrocław      | 4 - 0            | Bohemians FC           | 3 - 0    | 1 - 0   |
| APOEL Nicosia      | 1 - 3            | SSC Napoli             | 1 - 1    | 0 - 2   |
| RSC Anderlecht     | 10 - 2           | Galatasaray SK         | 5 - 1    | 5 - 1   |
| Carrick Rangers    | 3 - 9            | Southampton FC         | 2 - 5    | 1 - 4   |

## Kwartfinale
| Team #1          | Tot.  | Team #2            | 1ste wed | 2de wed |
| ---------------- | ----- | ------------------ | -------- | ------- |
| Levski Spartak   | 2 - 3 | Atlético de Madrid | 2 - 1    | 0 - 2   |
| MTK-VM Boedapest | 2 - 5 | Hamburger SV       | 1 - 1    | 1 - 4   |
| Śląsk Wrocław    | 0 - 2 | SSC Napoli         | 0 - 0    | 0 - 2   |
| RSC Anderlecht   | 3 - 2 | Southampton FC     | 2 - 0    | 1 - 2   |

## Halve finale
| Team #1            | Tot.  | Team #2        | 1ste wed | 2de wed |
| ------------------ | ----- | -------------- | -------- | ------- |
| Atlético de Madrid | 3 - 4 | Hamburger SV   | 3 - 1    | 0 - 3   |
| SSC Napoli         | 1 - 2 | RSC Anderlecht | 1 - 0    | 0 - 2   |

## Finale
| Team #1      | Res.  | Team #2        |
| ------------ | ----- | -------------- |
| Hamburger SV | 2 - 0 | RSC Anderlecht |